# Paola Mastrocola
Paola Mastrocola (Torino, 1956) è una scrittrice, poetessa, drammaturga e insegnante italiana.

## Biografia
Nasce a Torino nel 1956. Frequenta il Liceo classico Massimo d'Azeglio e si laurea in Lettere nel 1980 con una tesi su “Il petrarchismo nella poesia di Ungaretti”. È stata Lettrice di Letteratura Italiana in Svezia presso l’Università di Uppsala, e insegnante di Lettere nei licei a Torino e provincia dal 1982 al 2015. Dal 2014 al 2020 ha tenuto la rubrica mensile Paginette sulla Domenica de Il Sole 24 ore. Dal 2006 collabora con La Stampa.
Negli anni ’70 pubblica le prime poesie su riviste e inizia a scrivere testi teatrali per la Compagnia Teatro dell'Angolo. Fino al 1998 scrive poesie e commedie, e svolge attività di ricerca presso la Facoltà di Lettere di Torino. Si occupa in particolare di Dante, Petrarca, Michelangelo, Ariosto, Tasso, Alfieri, Manzoni, Savinio, e di poesia contemporanea. Organizza serate di poesia, spettacoli e letture teatrali.
Nel 1991 escono i primi libri: la raccolta di poesie La fucina di quale dio (Genesi Editrice); La forma vera (Fratelli Laterza), saggio sul Canzoniere di Petrarca; e, a sua cura, “Rime e Lettere” di Michelangelo Buonarroti nella Collezione dei Classici italiani UTET. Nel 1992 vince un Dottorato di ricerca triennale presso il Dipartimento di Scienze letterarie di Torino, e lavora a una tesi su “La tragedia italiana nel Cinquecento”. Nel 1996 ottiene un Post-dottorato biennale, per un progetto di ricerca su “La linea metafisica della poesia italiana”. Intanto tiene corsi di scrittura creativa, promossi dal Comune di Torino, in particolare sul tema dello "scrivere di sé".
Tra il 1996 e il 1999 pubblica due saggi sulla tragedia del Cinquecento: Nimica fortuna (Tirrenia Stampatori, 1996) e L’idea del tragico (Rubbettino 1998); due opere narrative per le edizioni scolastiche SEI: Le frecce d’oro. Miti greci dell’amore, E se divento grande”, (riscrittura delle Confessioni di Sant’Agostino); e il suo secondo libro di poesie, Stupefatti, per Caramanica Editore. Nel 1998 perde il concorso per professore associato, e allo scadere del Post-dottorato abbandona definitivamente gli studi letterari e ogni collaborazione con l’Università. Nel 1999 vince, con pseudonimo, il “Premio Italo Calvino per Inediti” con il romanzo “La gallina volante”, pubblicato l’anno dopo da Guanda. Il romanzo ha un immediato successo e vince, tra gli altri, il Premio Selezione Campiello 2000 e il Rapallo Carige per la donna scrittrice 2001. È il suo esordio narrativo, e Guanda sarà per dodici anni la sua casa editrice. Nel 2001 esce Palline di pane, che entra nella cinquina del Premio Strega.
Nel 2004 vince il Super Campiello e il Premio Alassio Centolibri – Un autore per l’Europa con il romanzo Una barca nel bosco, da allora lettura cult nelle scuole: storia di Gaspare Torrente che, dotato di talento straordinario per il latino, lascia la sua isola del sud e il padre pescatore per studiare in un grande liceo del nord, dove non troverà che delusioni. Nello stesso anno esce il pamphlet La scuola raccontata al mio cane, sferzante accusa nei confronti delle nuove riforme scolastiche.
L’anno dopo scrive Che animale sei? (Guanda 2005), che inaugura il filone dei “romanzi-favola”: E se covano i lupi (Guanda 2008); L’esercito delle cose inutili (Einaudi 2015); L’anno che non caddero le foglie (Guanda 2016); “Se tu fossi vero. Storia dell’orso che scappa” (Guanda 2021). Nel 2007 pubblica il romanzo Più lontana della luna. Seguono i romanzi brevi La narice del coniglio (Guanda 2009) e Facebook in the rain (Guanda 2012); la terza raccolta di poesie, pluripremiata, La felicità del galleggiante (Guanda 2010), e il secondo pamphlet Togliamo il disturbo. Saggio sulla libertà di non studiare (Guanda 2011), cui seguirà l’ultimo della trilogia sulla scuola: La passione ribelle (Laterza, 2015). Nel 2013 esce per Einaudi il romanzo Non so niente di te (premio Rhegium Julii), storia di un ragazzo ventottenne di ottima famiglia che di colpo abbandona la carriera e, all’insaputa dei suoi, si rifugia nella campagna inglese a pascolare pecore.
Segue, nel 2015 sempre con Einaudi, il romanzo “L’esercito delle cose inutili”, storia dell’asino Raimond in pensione (Premio Basilicata). Nel 2016 L’amore prima di noi, riscrittura dei miti greci sull’amore. Nel 2018 il romanzo Leone, storia di un bambino che prega. Nel 2020, con La Nave di Teseo, pubblica Diario di una talpa: riflessione a tratti dolorosa, a tratti comica, sul periodo del lockdown. Scrive, con Luca Ricolfi, Il danno scolastico (La Nave di Teseo 2021) e il Manifesto del libero pensiero (La Nave di Teseo 2022). Nel 2023 pubblica con Rizzoli il romanzo La memoria del cielo. E, con l’illustratore Christoph Brehme, la favola La luna va al cinema (HarperCollins Italia). Nel 2024 pubblica il romanzo Il dio del fuoco incentrato sulla figura mitologica del dio greco delle fucine Efesto.

## Vita privata
È sposata, dal 1986, con il sociologo Luca Ricolfi e ha un figlio.

## Opere

### Romanzi
- La gallina volante, Parma, Guanda, 2000. ISBN 88-8246-235-8. Premio Selezione Campiello[2]
- Palline di pane, Parma, Guanda, 2001. ISBN 88-8246-241-2.
- Una barca nel bosco, Parma, Guanda, 2004. ISBN 88-8246-375-3. Premio Campiello[2]
- Che animale sei? Storia di una pennuta, Parma, Guanda, 2005. ISBN 88-8246-711-2.
- Più lontana della luna, Parma, Guanda, 2007. ISBN 978-88-8246-916-0.
- E se covano i lupi, Parma, Guanda, 2008. ISBN 978-88-6088-491-6.
- La narice del coniglio, Milano, Corriere della Sera, 2008; Parma, Guanda, 2009. ISBN 978-88-6088-544-9.
- Facebook in the rain, Roma, La Biblioteca di Repubblica-L'Espresso, 2011; Parma, Guanda, 2012. ISBN 978-88-6088-805-1.
- Non so niente di te, Torino, Einaudi, 2013. ISBN 978-88-06-21546-0, Premio Nazionale Rhegium Julii Narrativa[3].
- L'esercito delle cose inutili, Torino, Einaudi, 2015. ISBN 978-88-06-22392-2. Premio Letterario Basilicata[4]
- L'anno che non caddero le foglie, Milano, Guanda, 2016. ISBN 978-88-235-1532-1.
- L'amore prima di noi, Torino, Einaudi, 2016. ISBN 978-88-06-23200-9.
- Leone, Torino, Einaudi, 2018. ISBN 978-88-06-23972-5.
- Diario di una talpa, Milano, Guanda, 2020. ISBN 8834604121
- La saggezza del lupo, Milano, Guanda, 2020. Favole, (Che animale sei?, E se covano i lupi e L'anno che non caddero le foglie) ISBN  9788823527089
- Se tu fossi vero. Storia dell'orso che scappa, Milano, Guanda, 2021. ISBN  9788823528901
- Il paese di star fermi, favola d’arte ispirata alle opere di Marisa Merz, Hopefulmonster 2021. ISBN  9788877572547
- La memoria del cielo, Rizzoli 2023.
- La luna va al cinema, con l’illustratore Christoph Brehme, HarperCollins Italia 2023.
- Il dio del fuoco, Torino, Einaudi, 2024

### Saggi
- Recensione agli "Atti del Convegno Internazionale su Giuseppe Ungaretti", Urbino, 3-6 ottobre 1979, su "Lettere Italiane", 1980.
- I cambi di "materia" nella "Vita nuova", in "Critica letteraria", 1982, n. 35.
- Note a Dante, Vita nuova e Rime dubbie, in Dante, Opere minori (vol. 1), Torino, UTET, 1983. ISBN 88-02-03881-3.
- Gli "errori" di Petrarca, in AA.VV., L'arte dell'interpretare. Studi critici offerti a Giovanni Getto, Cuneo, L'Arciere, 1984.
- Il paesaggio a parole negli scritti dei pittori, in Amate sponde: pittura di paesaggio in Italia dal 1910 al 1984. 21 luglio-10 settembre, Palazzo Liceo Saracco, Acqui Terme, LI.ZE.A., 1984.
- Savinio: il falso "vero senso" dei nomi propri, in AA.VV., Metamorfosi della novella. Teoria e storia dei generi letterari, Foggia, Bastogi, 1985.
- Elogio del fantasma (sulla poesia contemporanea), in "Forum Italicum", 1985, n. 1.
- Sul capitolo XLI della "Vita nuova", in "Critica letteraria", 1986, n. 52.
- Il castello di Atlante, in AA.VV., Prospettive sul "Furioso", Torino, Tirrenia Stampatori, 1988. ISBN 88-7763-060-4.
- La forma vera. Petrarca e un'idea di poesia, Bari, F.lli Laterza, 1991.
- Gertrude e "la signora": due storie, nessuna fine, in AA.VV., Prospettive sui "Promessi sposi", Torino, Tirrenia Stampatori, 1991. ISBN 88-7763-061-2.
- Recensione a M. Santagata, I frammenti dell'anima, Bologna, Il Mulino, 1992, in "Lettere italiane", 1993, pp. 476-479.
- Curatela di Michelangelo, Rime e lettere, Torino, UTET, 1992. ISBN 88-02-04597-6.
- La colpa di Atteone, in "Sigma", XX, n. 4 (lug.-dic. 1995).
- "Nimica fortuna". Edipo e Antigone nella tragedia italiana del Cinquecento, Torino, Tirrenia Stampatori, 1996. ISBN 88-7763-755-2.
- L'altro sguardo. Antologia delle poetesse del Novecento (curato con Guido Davico Bonino), Milano, A. Mondadori, 1996. ISBN 88-04-46967-6.
- Tasso e la teoria della tragedia, in Torquato Tasso e l'Università, a cura di Walter Moretti e Luigi Pepe, Firenze, Olschki, 1997. ISBN 88-222-4549-0.
- L'idea del tragico. Teorie della tragedia nel Cinquecento, Soveria Mannelli, Rubbettino, 1998. ISBN 88-7284-566-1.
- Michelangelo, poeta metafisico, in "Poesia, XII, n. 126 (marzo 1999).
- Vittorio Alfieri, "Quella preziosa libera bile", in "Poesia", XIII, n. 135 (gennaio 2000).
- Lo scrittore "dimezzato", in "Leggendaria", febbraio 2000.
- Incontri di poesia. Mariella Bettarini, Paola Mastrocola, Giulia Niccolai s'interrogano su genere e scrittura, a cura di Luisa Ricaldone, Torino, Trauben, 2000. ISBN 88-87013-55-1.

### Narrativa per la scuola
- Le frecce d'oro. Miti greci dell'amore, Torino, SEI, 1994. ISBN 88-05-02378-7.
- E se divento grande. Storia del giovane Agostino, Torino, SEI, 1999. ISBN 88-05-05836-X.

### Poesia
- La fucina di quale dio, Torino, Genesi, 1991.
- Trittico del male, in "Poesia", X, n. 110 (ottobre 1997).
- Stupefatti, Marina di Minturno, Caramanica, 1999.
- L'animale che non si cattura, in 7 poeti del Premio Montale 1999, Crocetti, Milano, 2000. ISBN 88-8306-024-5.
- La felicità del galleggiante. Poesie 1995-2009, Parma, Guanda, 2010. ISBN 978-88-6088-373-5. [Premio Mario Luzi 2012]

### Teatro
- Con lacci e con catene (Teatro dell'Angolo, 1979)
- Una notte e le mille (Teatro dell'Angolo, 1992)
- L'uomo che perdeva le piume (Compagnia del Melarancio, 1998)
- Elefanti in fuga, fantasia zoologica su Il carnevale degli animali di Camille Saint-Saëns per il Teatro Regio di Torino (pubblicato da Voglino Editrice nel 2018)
- Maskerrando. Storie di teatro e di balene (Casa del Teatro Ragazzi e Giovani, con la regia di Nino D’Introna, 2020)

### Pamphlet
- La scuola raccontata al mio cane, Parma, Guanda, 2004. ISBN 88-8246-606-X.
- Togliamo il disturbo. Saggio sulla libertà di non studiare, Parma, Guanda, 2011. ISBN 978-88-6088-164-9.
- La passione ribelle, Roma-Bari, Laterza, 2015. ISBN 978-88-581-2042-2.
- Il danno scolastico, con Luca Ricolfi, La Nave di Teseo 2021 ISBN  9788834604694
- Manifesto del libero pensiero, con Luca Ricolfi, La Nave di Teseo 2022 ISBN  9788834609699